# Cleora sevocata
Cleora sevocata là một loài bướm đêm trong họ Geometridae.